# Rhosddu
Rhosddu (en anglais) ou Rhos-ddu (en gallois) est une communauté du borough de comté de Wrexham, au pays de Galles.

## Géographie
Le quartier de Rhosddu s'étend au nord-ouest du centre-ville de Wrexham. La communauté de Rhosddu couvre aussi les quartiers de Garden Village (en), Plas Coch (en) et Stansty (en).

## Démographie
Au recensement de 2011, la communauté de Rhosddu comptait 6 840 habitants.